# Châ p'tit va loin
Le Châ p'tit va loin est le nom d'un des derniers bacs à câble non motorisés français. Il assure la liaison sur la Charente entre les communes de Dompierre-sur-Charente et Rouffiac situées en Charente-Maritime.

## Histoire

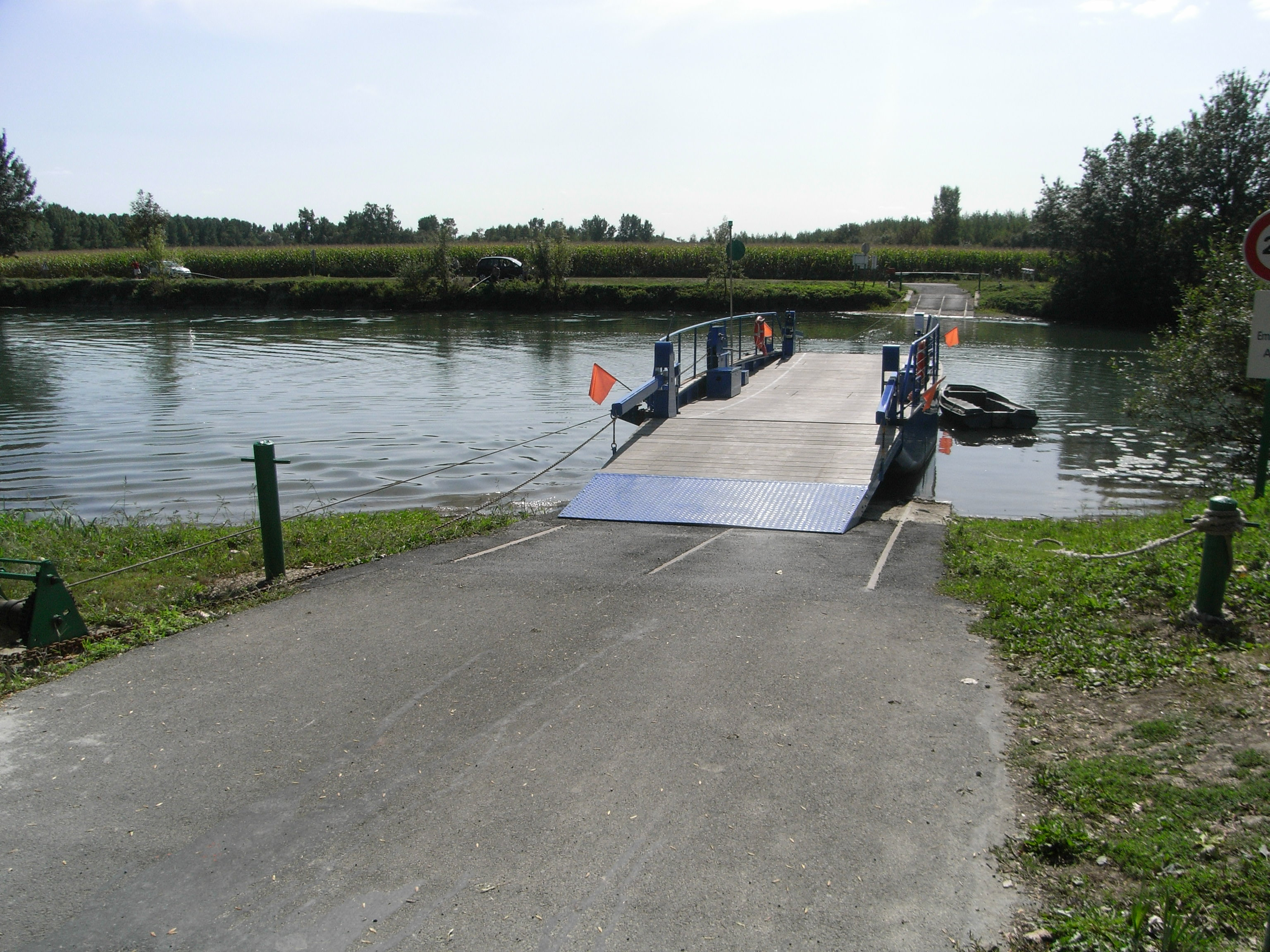
Bac à câble manuel

Ce bac vient en remplaçant d'un ancien bac qui pesait 30 tonnes.
Le Châ p'tit va loin a été inauguré le 11 juillet 2009 et financé par le département de la Charente-Maritime pour un coût de 280 000 € (en 2009).
Son nom est tiré de l'expression charentaise « Qui va châ p'tit va loin » : « Qui va doucement va loin ».
C'est l'un des derniers bacs à câble, en manœuvres manuelles, de France.

## Description
D'un poids de 7 tonnes, de dimensions 12 m de long et 4,20 m de large, il offre une traversée de la Charente sur 60 mètres, aux véhicules (autos, motos et cycles) et aux piétons.

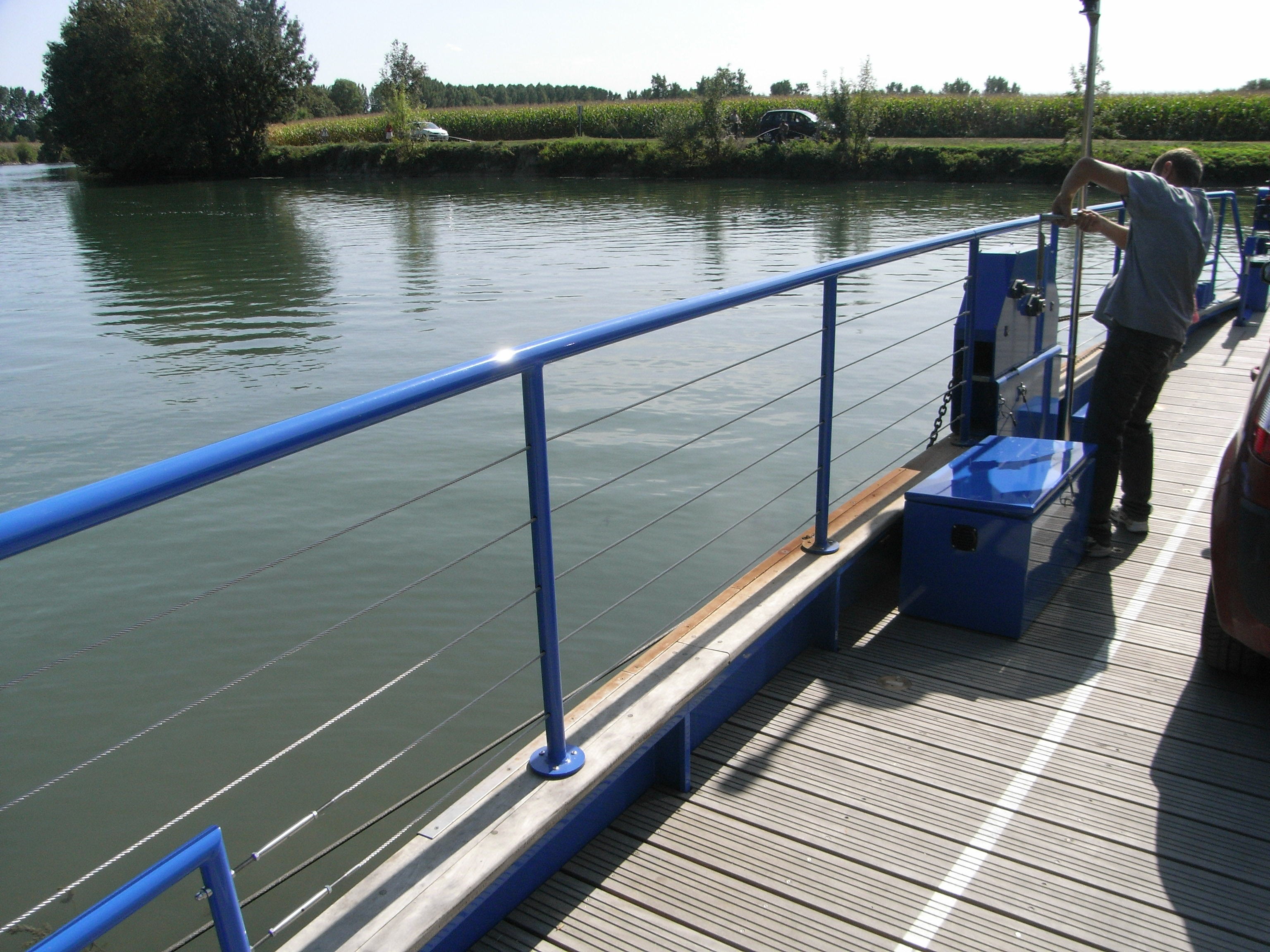
Manivelle de manœuvre

Économe puisqu'il fonctionne à l'aide d'un système de manivelle axée sur une chaine, il est manœuvré par un passeur.
Une élingue est tendue lors du passage. Elle sert de guide latéral et bloque la navigation sur la Charente. Le bac est alors prioritaire sur les embarcations.
Il faut trois minutes à la vitesse de 1,2 km/h pour relier les appontements.
Ce service gratuit fonctionne pendant la saison estivale du 15 juin au 15 septembre, durant la journée.
Ce sont ainsi près de 1 500 voitures, 1 300 motos et 2 000 piétons qui sont transportés chaque saison.